# 大木地区 (泉佐野市)
大木地区（おおぎちく）は、現在の大阪府泉佐野市大木にあたり、地区内は上大木・中大木・下大木に三分される。中世の荘園日根荘に属した入山田4ヶ村のうち船淵・菖蒲・大木の3ヶ村に該当し、近世には大木村を形成。1889年（明治22年）に土丸村と合併して大土村大字大木となり、1954年（昭和29年）に泉佐野市へ編入された。
和泉山脈から流れ出た樫井川が開削した河川敷（河岸段丘）に形成されたため池や石積みの棚田・灌漑水路を含む集落の農山村景観および犬鳴山七宝瀧寺と国指定史跡の日根荘遺跡が「日根荘大木の農村景観」の名称で文化財保護法に基づく重要文化的景観に選定されている。
重要文化的景観の構成要素には中大木の西光寺と禅徳寺、樫井川支流の二瀬川と犬鳴川、粉河街道、移築古民家（茅葺家屋）の旧向井家住宅（設置場所は大木地区ではなく土丸）も含み、選定面積は953.9ha。選定範囲の中には燈明ヶ岳と高城山もある。
大木集落の主要産業は農業と林業で、木材商や木工所を営む家もある。近代になり織物も行われるようになった。
日根荘遺跡に指定される火走神社のだんじりは現在も集落を挙げての行事として継承される。

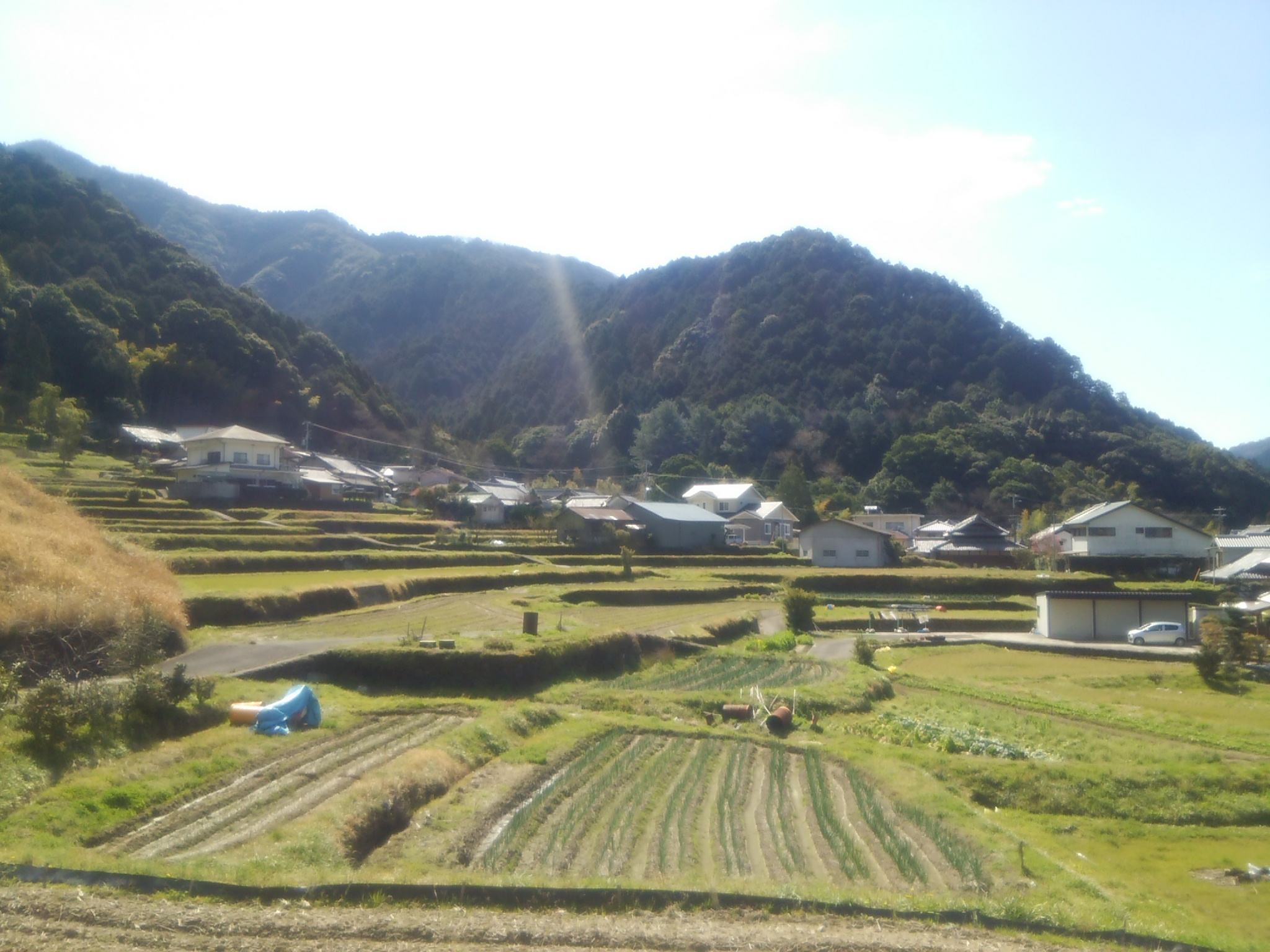
上大木の棚田
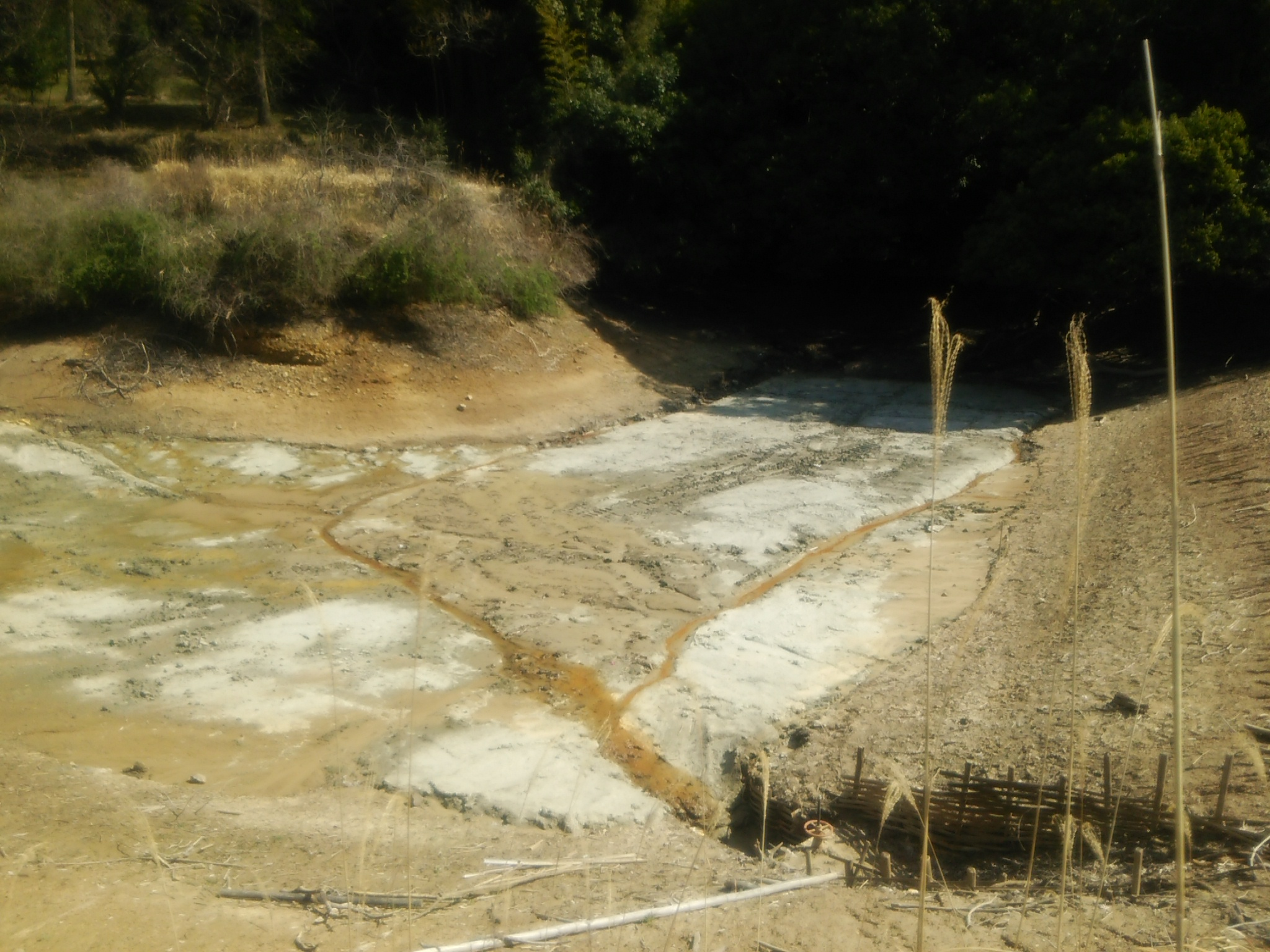
水が抜かれた溜池
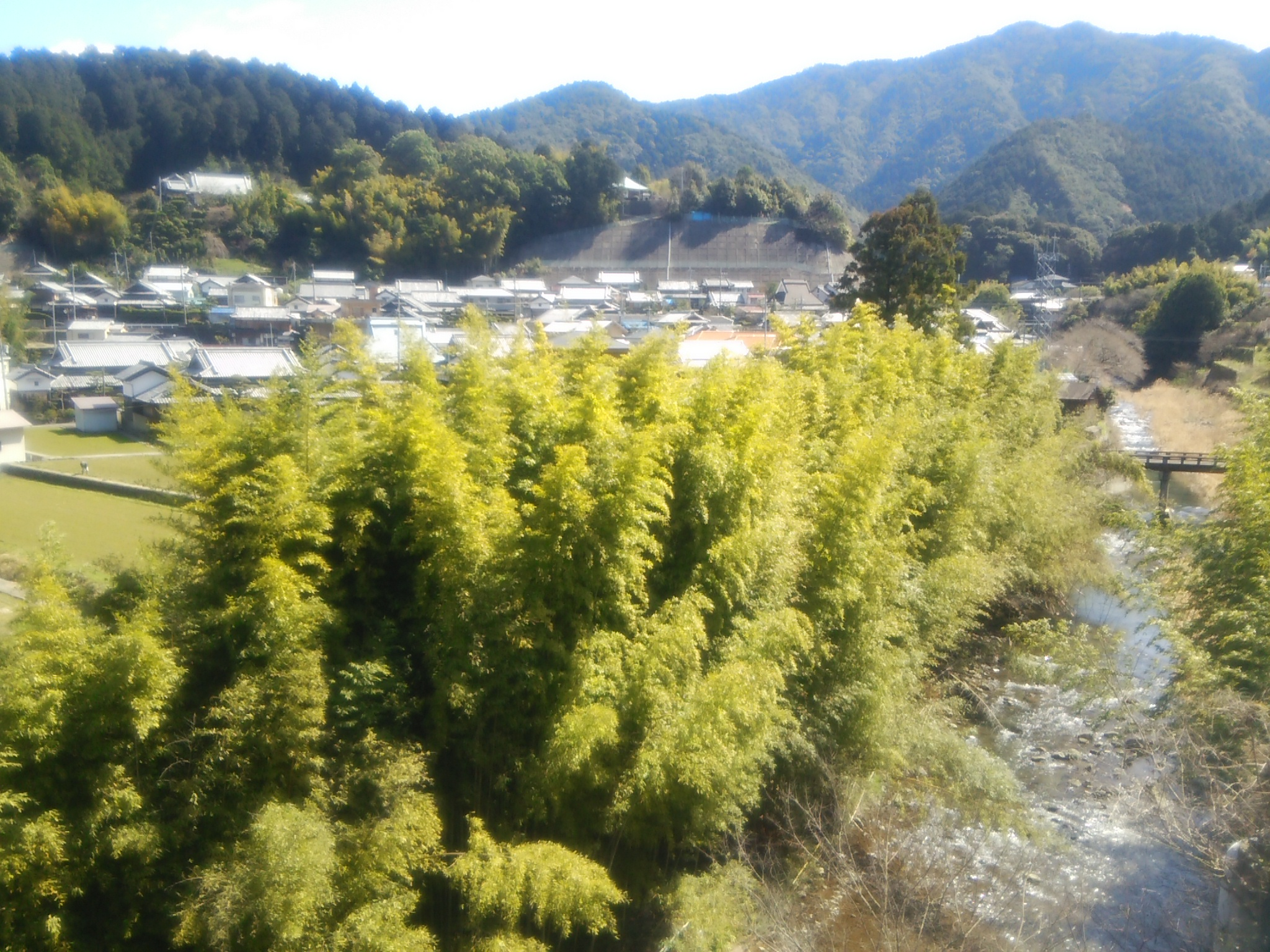
樫井川越しの中大木
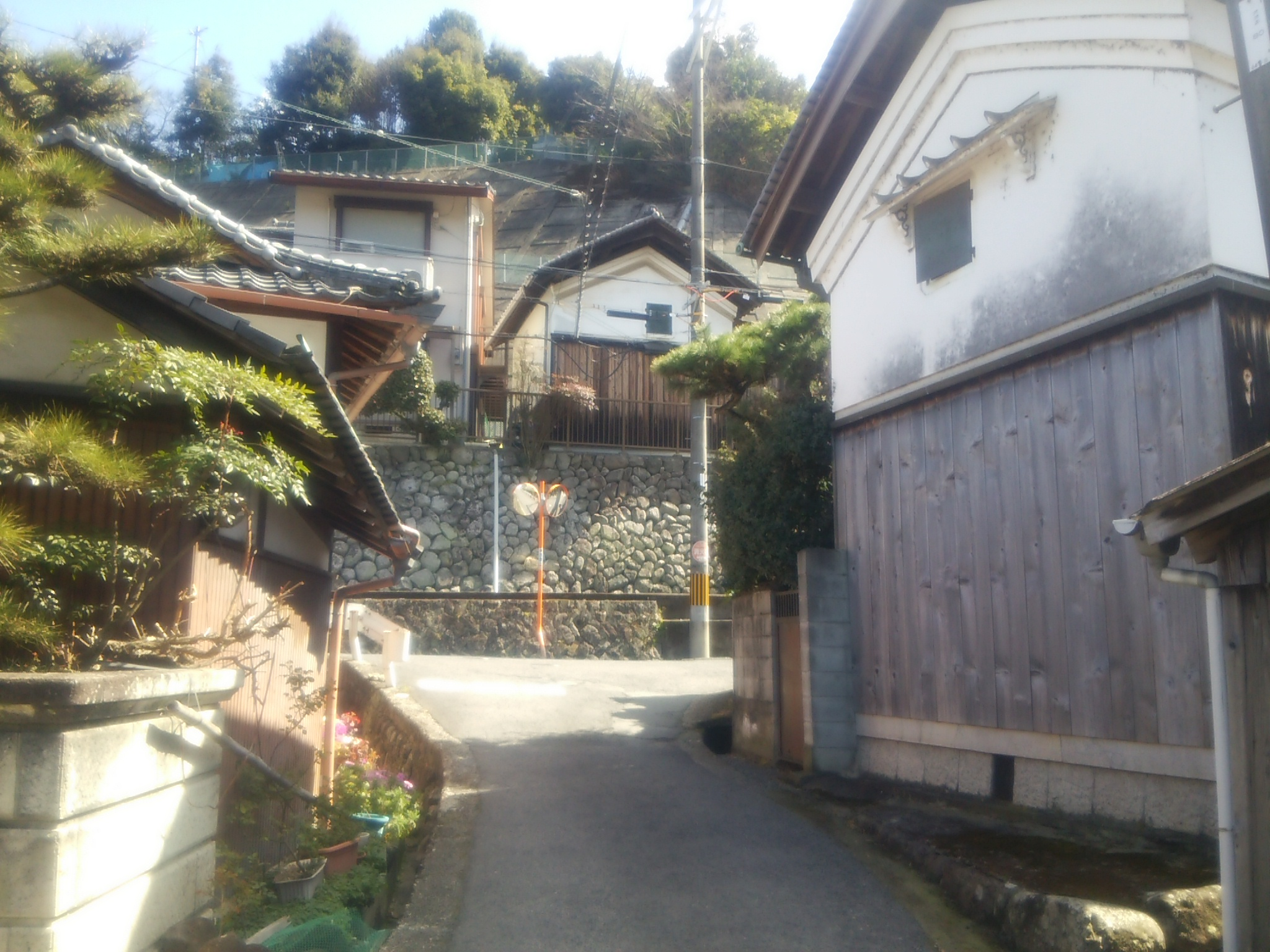
中大木の路地
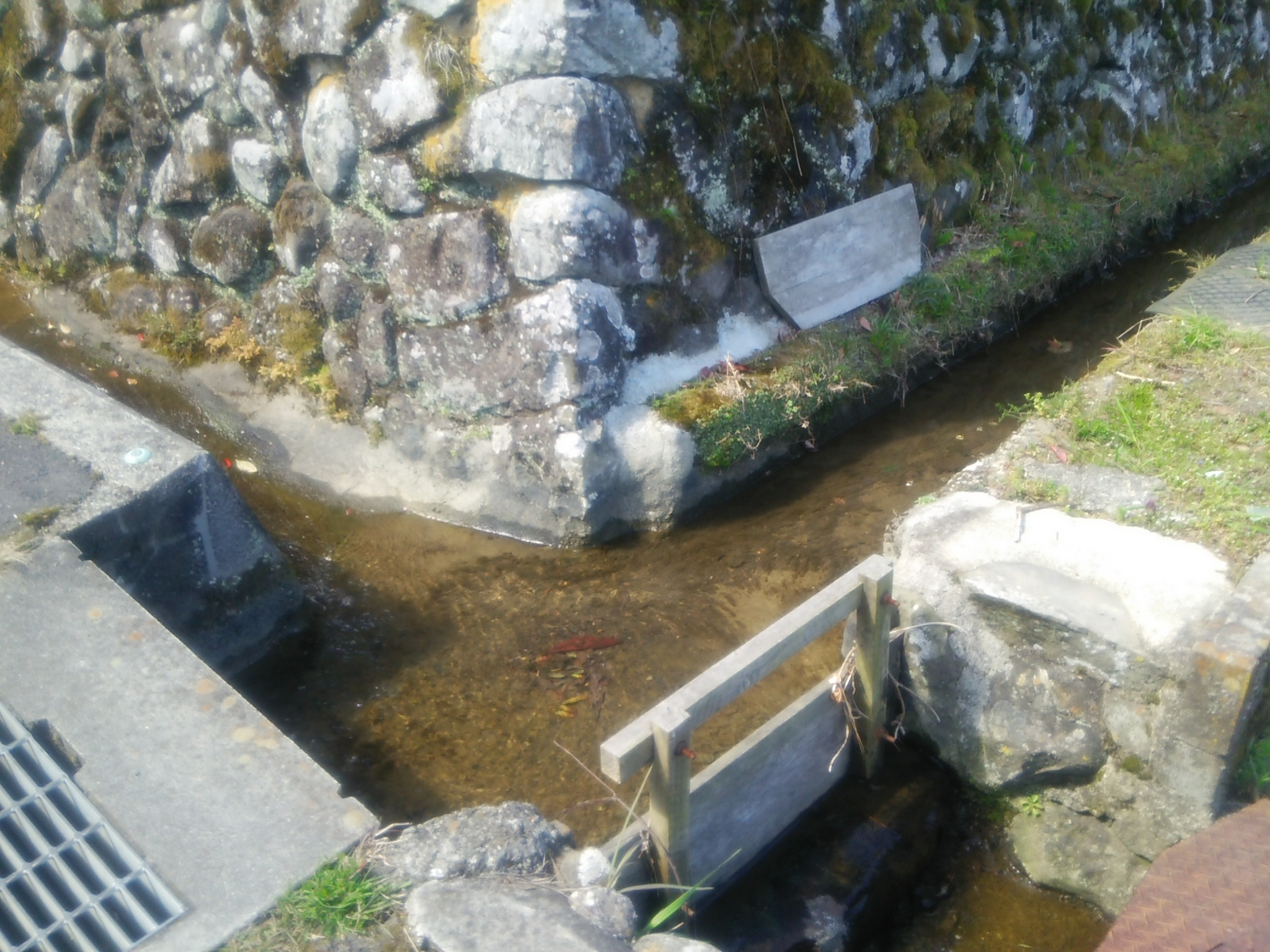
中大木の灌漑水利
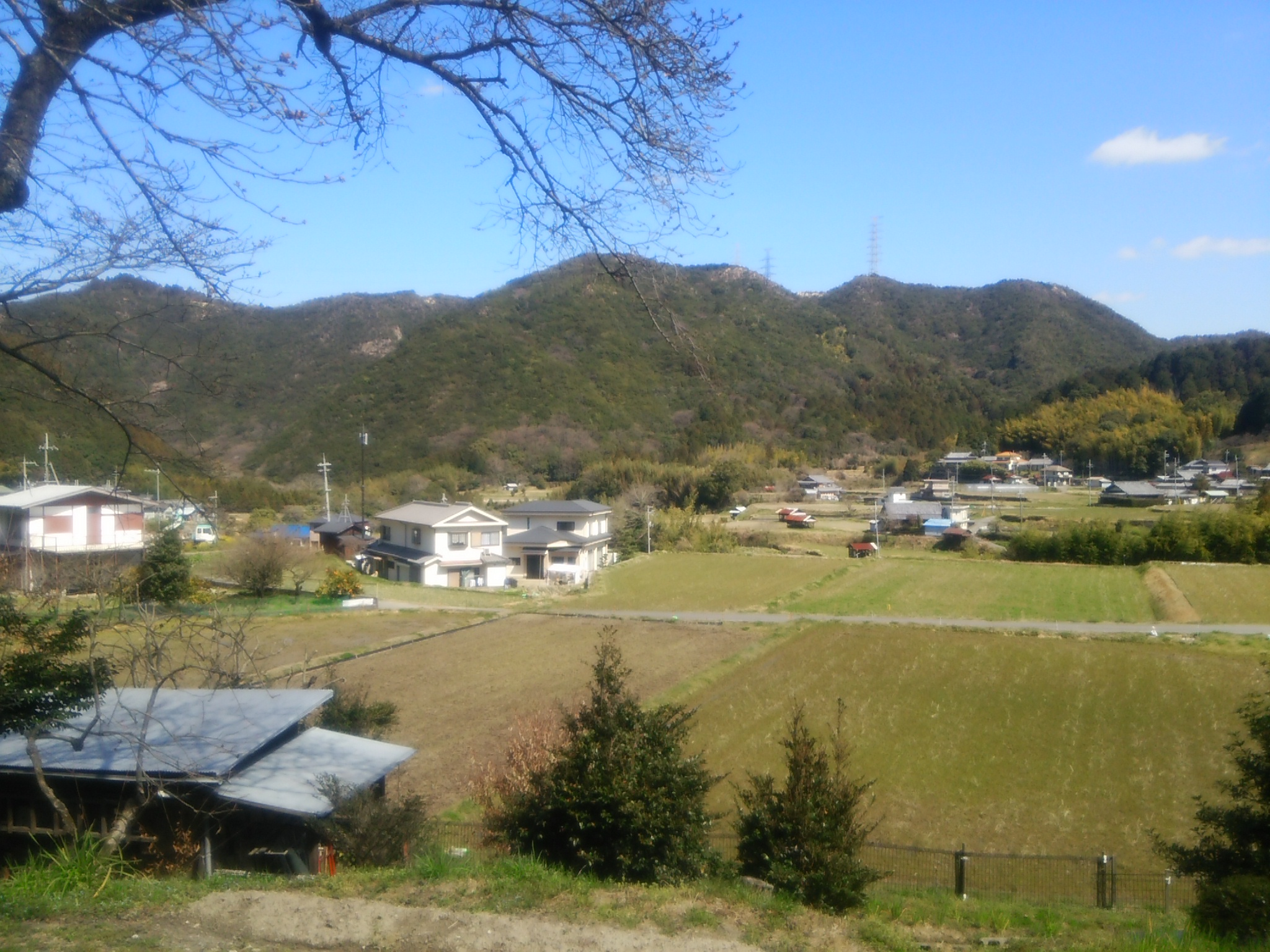
下大木
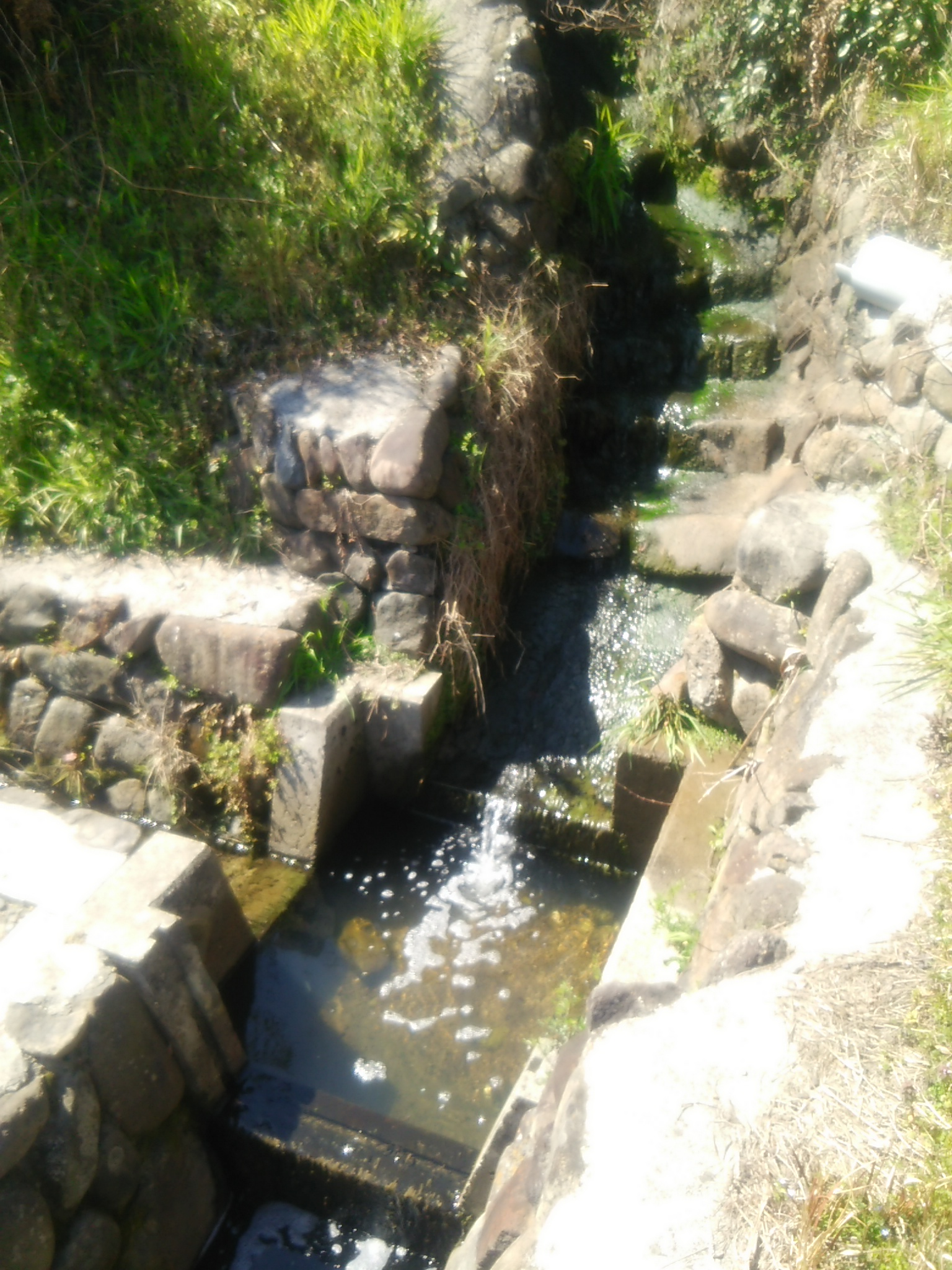
下大木の灌漑水利